# Září 2014
1. září – pondělí 
 Na základě novely zákona o ochraně přírody a krajiny byla Chráněná krajinná oblast Kokořínsko rozšířena o oblast v rozloze 137 km² v okolí Doks. Rozšíření zahrnuje i území bývalého vojenského prostoru Ralsko.
 Válka v Donbasu: Ukrajinská armáda se stáhla z Mezinárodního letiště v Luhansku po střetu s „ruským“ tankovým praporem.
2. září – úterý 
 Islámský stát zveřejnil videozáznam popravy již druhého amerického zajatce – rukojmí, novináře Stevena Sotloffa, provedené jako odplatu za vojenskou podporu iráckých a kurdských sil v boji proti IS v Iráku.
 Mluvčí humanitární organizace Lékaři bez hranic ostře kritizovala neadekvátně slabou globální reakci na epidemii eboly v západní Africe. V současné době epidemie postihuje asi nejvíce Libérii, kde se nedaří poskytovat potřebou lékařskou péči velkému procentu nemocných ani držet obyvatele ohrožených zón stranou od ostatního obyvatelstva.
3. září – středa 
 Francouzský prezident François Hollande oznámil, že pozastavuje dodávku moderní výsadkové lodi třídy Mistral do Ruska jako reakci na ruskou účast v současné krizi na Ukrajině.
5. září – pátek 
 Spojené království pohřešuje dva své občany, kteří vyšetřovali obvinění z otrocké práce na staveništích pro fotbalový šampionát v roce 2022 v arabském Kataru.
 Na východní Ukrajině začal od 17:00 SELČ platit klid zbraní. Protokol o příměří podepsali zástupci Kyjeva s předáky vzbouřenců z Doněcké a Luhanské lidové republiky v Minsku.
 Americké ministerstvo obrany oznámilo zabití Ahmeda Abdiho Godaneho, velitele islamistického hnutí aš-Šabáb.
7. září – neděle 
 Příznivci skotské nezávislosti se poprvé dostlali do vedení v průzkumu veřejného mínění objednaném novinami The Sunday Times před nadcházejícím referendem.
 Americké letectvo provedlo nálety na pozice Islámského státu u města Hadítha v iráckém guvernorátu Anbár s cílem ochránit strategicky významnou přehradu.
8. září – pondělí 
 Český prezident Miloš Zeman s manželkou Ivanou odcestoval na třídenní návštěvu Francie.
 Švédský Elektrolux koupí výrobu domácích spotřebičů od General Electric za 70,4 miliard korun.
 Test DNA z šátku jedné z obětí Jacka Rozparovače údajně odhalil shodu s žijícími příbuznými Aarona Kosminskiého, jednoho z původních podezřelých vyšetřovaných policií.
10. září – středa 
 Methanolové otravy: Celní správa České republiky zabavila 500 lahví absintu obsahujících z 30 % jedovatý methanol.
 Liberijský ministr obrany prohlásil, že probíhající epidemie Eboly představuje „vážnou hrozbu národní existenci“ Libérie, protože stát přestává plnit své základní funkce.
 Kanadští výzkumníci objevili u Ostrova krále Viléma vrak jedné z lodí expedice kapitána Johna Franklina, která roku 1846 ztroskotala se 143 námořníky při hledání severozápadního průjezdu.
 Záplavy na indických a pákistánských územích v Kašmíru a Pandžábu si vyžádaly stovky obětí. Statisíce lidí byly nuceny opustit své domovy.
11. září – čtvrtek 
 Sýrie a Rusko vyjádřily nesouhlas s americkým plánem leteckých úderů proti pozicím Islámského státu na syrském území bez schválení vlády Bašára Asada.
 Nadace Billa a Melindy Gatesových darovala 50 milionů dolarů na boj proti probíhající epidemii Eboly v západní Africe.
 Filipínský prezident Noynoy Aquino poslal do parlamentu zákon, který poskytne autonomii filipínským muslimům v Bangsamoro a má přinést mír na ostrov Mindanao.
12. září – pátek 
 Epidemie eboly: Kuba ohlásila plán vyslat 165 zdravotníku do západní Afriky, aby se přidali k boji proti epidemii viru ebola, která si vyžádala již přes 2400 obětí.
14. září – neděle 
 Válka na východní Ukrajině: Navzdory dříve dojednanému příměří začaly poblíž Doněckého mezinárodního letiště těžké boje.
 Ve věku 75 let zemřel křesťanský pedagog a publicista Petr Příhoda.
 Na jižní Moravě se z břehů vylila řeka Jevišovka. U Dolních Věstonic se sesunul svah.
15. září – pondělí 
 Polský prezident Bronisław Komorowski jmenoval premiérkou země Ewu Kopaczovou.
 U Libyjského pobřeží se potopila loď s více než 250 uprchlíky na palubě. Libyjské námořnictvo zachránilo 25 lidí.
 Severoatlantická aliance zahájila u města Javoriv ve Lvovské oblasti společné desetidenní cvičení s Ukrajinskou armádou. Cvičení, které Rusko považuje za provokaci, se zúčastní celkem 1 300 zahraničních vojáků.
 Ve švédských parlamentních volbách zvítězila opoziční sociální demokracie se ziskem 31,2 % hlasů. Posílili také nacionalističtí Švédští demokraté, kteří získali kolem 13 % hlasů.
16. září – úterý 
 Ukrajinský a Evropský parlament schválily asociační dohodu mezi Evropskou unií a Ukrajinou. Smlouva začne platit od 1. listopadu 2014, avšak dohoda o volném obchodu byla kvůli ruským protestům odložena až na rok 2016.
17. září – středa 
 Agentura ochrany přírody a krajiny ČR: Fotopast na břehu Břehyňského rybníka zachytila dvě vlčata a jednoho dospělého vlka. Jde o první doložené rozmnožování vlka na území Česka po více než stu letech.
 Na Fidži proběhly první volby od vojenského převratu v roce 2006.
 V jižní části filipínského ostrova Luzon vybuchl stratovulkán Mayon. V obavě před masivním výbuchem evakuovali filipínské úřady 24 tisíc lidí žijících v oblasti.
 Více než 500 lidí utonulo ve vodách Středozemního moře, když převaděči úmyslně potopili loď uprchlíků z Pásma Gazy a dalších krizových oblastí.
18. září – čtvrtek 
 Pět lidí zabila přívalová povodeň na řece Hérault v regionu Languedoc-Roussillon na jihu Francie.
 Ve Skotsku proběhlo referendum o nezávislosti země. Přes 55 % z více než 4 milionů voličů hlasovalo proti vystoupení země ze Spojeného království.
 Rada bezpečnosti OSN prohlásila probíhající epidemii eboly v západní Africe za „hrozbu světové bezpečnosti.“ Organizace spojených národů vyšle do Libérie, Sierry Leone a Guineji pohotovostní misi.
19. září – pátek 
 Francouzské letectvo provedlo své první nálety na pozice Islámského státu v Iráku.
 Archeologové odkryli plynové komory na místě někdejšího vyhlazovacího tábora Sobibor. V rámci Operace Reinhard zde Nacisti v letech 1942–1943 zavraždili čtvrt milionu lidí, Židů a sovětských válečných zajatců.
 Premiér Spojeného království David Cameron ohlásil devoluci dalších pravomocí na Skotský parlament. K obdobnému rozšíření pravomocí dojde v Anglii, Walesu a Severním Irsku. Alex Salmond rezignoval na pozici skotského premiéra a předsedy Skotské národní strany.
20. září – sobota 
 Syrská občanská válka: Desetitisíce syrských Kurdů dnes uprchly před ozbrojenci z Islámského státu do sousedního Turecka.
 Armádní generál Petr Pavel byl zvolen předsedou Vojenského výboru Severoatlantické aliance.
 Válka v Donbasu: Během vykládání ruského „humanitárního konvoje“ v Doněcku vybuchla místní muniční továrna.
 49 rukojmích zajatých v červnu Islámským státem na tureckém konzulátů v severoiráckém Mosulu bylo propuštěno na svobodu. Přesné okolnosti propuštění jsou tajné.
21. září – neděle 
 Jemenská vláda podepsala mírovou dohodu s ší'itskými povstalci z klanu Hútíů po třídenních bojích, které si v metropoli San'á vyžádaly přes 140 obětí.
 Spor o vítězství afghánských prezidentských voleb skončil dohodou. Bývalý ministr financí Ašraf Ghaní obsadí prezidentský post zatímco pro bývalého ministra zahraničí Abdulláha Abdulláha bude zřízen post „výkonného premiéra“.
 V Moskvě proběhla protiválečná demonstrace proti ruské intervenci ve válce v Donbasu, které se podle novinářů zúčastnilo kolem 20 000 demonstrantů. Demonstrace v Sankt Petěrburgu a dalších ruských městech nebyly povoleny.
22. září – pondělí 
 Sonda MAVEN americké NASA dorazila na oběžnou dráhu Marsu. Jejím úkolem je lépe prozkoumat atmosféru Marsu.
 Hongkongští studenti zahájili spolu s částí pedagogů týdenní bojkot vyučování na protest proti nedemokratické volební reformě schválené centrální vládou.
23. září – úterý 
 Řecký premiér Antonis Samaras prohlásil, že země po šesti letech překonala hospodářskou recesi a ve třetím čtvrtletí vykáže hospodářský růst.
 Vojenská intervence proti Islámskému státu: Americké letectvo zahájilo spolu s Bahrajnem, Jordánskem, Katarem, Saúdskou Arábií a Spojenými arabskými emiráty nálety na pozice Islámského státu v Sýrii bez předchozího souhlasu vlády Bašára al-Asada nebo Rady bezpečnosti OSN.
 Izraelské obranné síly sestřelily syrskou stíhačku údajně narušující izraelský vzdušný prostor.
24. září – středa 
 Ruský ministr obrany Sergej Šojgu oznámil, že se probíhajícího vojenského cvičení v Přímořském kraji na východě Ruska zúčastní kolem 100 000 vojáků, 8000 kusů vojenské techniky včetně stovek letadel a 70 lodí. Jde o největší vojenské manévry od rozpadu Sovětského svazu.
 V reakci na ukrajinskou krizi vyhlásilo Japonsko dodatečné ekonomické sankce proti Ruské federaci.
 Odborová organizace palubních průvodčí vstoupila do stávkové pohotovosti v reakci na plán propustit třetinu zaměstnanců Českých aerolinií.
 Indická sonda Mangalaján dorazila na oběžnou dráhu Marsu. Hlavním úkolem sondy je sledovat atmosféru planety.
 Nový irácký premiér Hajdar Abádí tvrdí, že až 25 % území Iráku je podmaněno Islámským státem.
25. září – čtvrtek 
 Obě palestinská hnutí – Fatah a Hamás – se dohodla na zformování společné vlády v Pásmu Gazy.
26. září – pátek 
 Spojené království, Belgie a Dánsko schválili vyslání letadel k úderům na pozice Islámského státu na území Iráku.
 Poslanecká sněmovna Parlamentu České republiky schválila zrušení poplatků za návštěvu lékaře a za výdej léku na lékařský předpis v lékárnách.
 Válka v Afghánistánu: Taliban obsadil strategicky důležitý okres v provincii Ghazní.
 Americká vláda se dohodla na mimosoudním vyrovnáním s národem Navahů. Ukončí tak soudní spory týkají se těžby nerostů v největší indiánské rezervaci na území Spojených států.
27. září – sobota 
 Počet oběti epidemie eboly v západní Africe přesáhl podle zprávy Světová zdravotnická organizace 3 000 osob. Kuba oznámila, že navýší počet lékařů působících v zasažené oblasti na 460.
 Hongkongská policie zasáhla proti pro-demokratickým aktivistům, kteří v sídle místní vlády protestovali proti reformě volebního práva.
 Při neočekávaném výbuchu sopky Ontake v centrální částí ostrova Honšú, bylo na hoře uvězněno 250 výletníků. Premiér Šinzó Abe vyslal k jejich záchraně armádu.
 Předseda vlády Autonomního společenství Katalánsko vyhlásil datum referenda o nezávislosti. Španělská vláda napadne referendum u ústavního soudu.
 Tenistka Petra Kvitová vyhrála premiérový ročník turnaje ve Wu-chanu a počtvrté se kvalifikovala na Turnaj mistryň.
 Novou senátorkou v Praze 10 se stala Ivana Cabrnochová, kandidující za volební stranu SZ a ČSSD, když vyhrála doplňovací volby.
28. září – neděle 
 Ve věku 76 let zemřel hudebník Petr Skoumal, autor mnoha dětských písniček, písní pro dospělé a filmových skladeb.
 Neočekávaný výbuch sopky Ontake v japonské prefektuře Nagano si vyžádal 31 obětí z řad vysokohorských turistů.
 Desetitisíce pro-demokratických aktivistů obsadily finanční čtvrť v Hongkongu. Demonstrace je součástí dlouhodobého sporu o postavení zvláštní správní oblasti v rámci Čínské lidové republiky eskalovaného nedávno schválenou volební reformou.
29. září – pondělí 
 Španělský ústavní soud pozastavil konání referenda o nezávislosti Katalánska.
 Válka v Donbasu: Při bojích o doněcké mezinárodní letiště a strategické město Debalceve zemřelo sedm vojáků ukrajinské armády a šest povstalců. Od vyhlášení příměří 5. září bylo v bojích v Doněcké oblasti zabito 44 lidí.
 Ašraf Ghaní složil prezidentskou přísahu a stal se prezidentem Afghánistánu.
30. září – úterý 
 Epidemie eboly v západní Africe: Středisko pro kontrolu a prevenci nemocí (CDC) oznámilo první případ onemocnění ebolou ve Spojených státech.
 Ukrajinská krize: Velvyslanci zemí Evropská unie rozhodli, že hospodářské sankce proti Rusku budou platit bez změny.
 Válka v Afghánistánu: Afghánští a američtí představitelé podepsali dohodu o pobytu amerických vojsk poté, co se většina mezinárodních jednotek stáhne ze země.